# Edwige Fenech
Edwige Fenech, eredeti nevén Edwige Sfenek (Bône, Constantine megye, Francia Algéria, 1948. december 24. –) francia születésű olasz modell, színésznő, revügörl, később televíziós műsorvezető, televíziós- és filmproducer, üzletasszony. Ifjúkorának legnagyobb sikereit erotikus színésznőként érte el, könnyed olasz szexkomédiákban (commedia sexy all’italiana) és kommersz bűnügyi-thriller történetekben (film giallo). Az 1970-es évek egyik európai szex-szimbóluma volt. Nevének ejtése franciásan [ ɛdviʒ fənɛʃ ]; olaszosan [ edˈviʒ feˈnɛk ].

## Élete

### Származása, pályakezdése
Francia Algériában, Bône városában született (mai neve: Annába). Szülei francia állampolgárok voltak, apja máltai, anyja szicíliai származású.
Kilencéves korában (1957) tagja lett a bône-i balettkarnak. Az algériai háború miatt szüleivel először Tunéziába majd Nizzába költözött. Tizenöt éves korában már manökenként kezdett dolgozni, két évvel később, tizenhét éves korában (1965-ben) egy nemzetközi szépségkirálynő-választáson „Lady France”-szá választották.

### Színésznői pályája
Tizennyolc évesen, 1967-ban Franciaországban színpadi színésznőként kezdte, a Toutes folles de lui c. komédiában debütált Jean-Pierre Marielle és Serge Gainsbourg mellett. De hamarosan Olaszországba költözött, és beszállt a filmiparba. Erotikus szerepeket vállalva hamarosan az 1960-as évek népszerű filmes műfajainak, elsősorban a könnyed olasz szexkomédiáknak (commedia sexy all’italiana) egyik ismert sztárja lett. Emellett gyakori és kedvelt szereplője volt a szintén igen népszerű ún. „sárgadobozos filmeknek” (film giallo). Ezek a „B-kategóriás” kommersz krimik, thrillerek, film noirok és véres horror filmek voltak. A legtöbb ilyen történetben helyet kapott a nők szexuális alávetése, kihasználása, bántalmazása is (cinéma d’exploitation).
Fenech szinte minden filmjében hosszabb-rövidebb ideig meztelenül mutatkozott, és szex-jelenetekben is részt vett, a magas gázsikból jó jövedelemhez jutott. Leggyakoribb filmbéli partnerei Carlo Giuffrè és Renzo Montagnani voltak. Hasonló jellegű filmeket forgatott Spanyolországban és Németországban is.
Fenech első élettársa Fabio Testi (*1941) színész volt, majd 1971-ben férjhez ment Luciano Martino (1933–2013) olasz színészhez, filmproducerhez és forgatókönyvíróhoz, akitől egy gyermeke született. Korabeli pletykák szerint a gyermek tulajdonképpen Testitől származott. Martino több olyan szexkomédia és krimi forgatását finanszírozta, ahol felesége volt a főszereplő. 1979-ben elváltak.
Edwige fenech magyar szinkronhangját Farkas Zsuzsa, Bánsági Ildikó, Borbás Gabi, Kovács Nóra, Tóth Enikő és Vándor Éva adta.

### Pályamódosítás
A „harmadik X”-et átlépve, az 1980-as évek elejétől Fenech fokozatosan elfordult a kommersz filmszerepektől, az olasz televízió show-műsorainak egyik háziasszonya, műsorvezetője, animátora lett. Az 1991-es Sanremói Dalfesztivál műsorvezetői teendőit Edwige Fenech és Andrea Occhipinti látta el.
Negyvenévesen belevágott a filmproduceri munkába. Élettársa a piemonti arisztokrata családból származó Luca Cordero di Montezemolo (*1947) olasz nagybirtokos és üzletember lett, a Confindustria és a FIEG konszernek elnöke, korábban a Ferrari és a FIAT elnök-igazgatója. Fenech társproducere volt többek között a 2004-es Velencei kalmár c. Shakespeare-filmadaptációnak, melyet Michael Radford rendezett, Al Pacino, Jeremy Irons, Joseph Fiennes, Lynn Collins és Zuleikha Robinson főszereplésével.

## Főbb filmjei

### Színésznőként
- 1967: Minden nő bolondul érte (Toutes folles de lui); Gina
- 1968: A fogadósnénak is van egy (Frau Wirtin hat auch einen Grafen); Celine
- 1969: Frau Wirtin hat auch eine Nichte; Rosalie Bobinet
- 1969: Madame und ihre Nichte; Yvette
- 1969: Die nackte Bovary; Emma Bovary
- 1971: Szerelmi vérszomj (Lo strano vizio della signora Wardh); Julie Wardh
- 1971: Le calde notti di Don Giovanni; Aiscia
- 1972: Tutti i colori del buio; Jane Harrison
- 1975: Nude per l’assassino; Magda Cortis
- 1976: La dottoressa del distretto militare; Elena Dogliozzi doktornő
- 1977: La vergine, il toro e il capricorno; Gioia Ferretti
- 1977: Taxisofőrnő (Taxi Girl); Marcella
- 1978: La soldatessa alla visita militare; Eva Marini doktornő
- 1978: A nagy csata (Il grande attacco); Danielle
- 1978: Szerelmeim (Amori miei); Deborah
- 1980: A lator (Il ladrone); Deborah
- 1980: Fotogén vagyok (Sono fotogenico); Cinzia Pancaldi
- 1980: La moglie in vacanza… l’amante in città; Giulia
- 1980: Én és Caterina (Io e Caterina); Elisabetta
- 1981: Ász (Asso); Silvia
- 1982: Ne játssz a tűzzel! (Ricchi, ricchissimi… praticamente in mutande); Francesca
- 1992: Előkelő társaság (Alta società), tévésorozat; Anna Carizzi  (producer is)
- 2007: Motel 2. (Hostel: Part II); művésztanár
- 2012: La figlia del capitano, tévéfilm; II. Katalin cárnő (producer is)
- 2015: È arrivata la felicità, tévésorozat; Anna Mieli

### Producerként
- 1992: Előkelő társaság (Alta società), tévésorozat
- 1993: Delitti privati, tévé-minisorozat
- 1997: A Kalahári-kód (Il segno della scimmia), tévéfilm
- 1999: Ferdinánd és Karolina (Ferdinando e Carolina)
- 2004: Elveszett életek (Vite a perdere)
- 2004: A velencei kalmár (The Merchant of Venice), társ-producer
- 2007: Királyok csillaga (La stella dei re)
- 2009: Balszerencse fel! (Un amore di strega)
- 2012: Az amerikai lány (La ragazza americana)
- 2012: La figlia del capitano, tévéfilm

## További információ
- Edwige Fenech a Facebookon
- Edwige Fenech a PORT.hu-n (magyarul)
- Edwige Fenech az Internetes Szinkronadatbázisban (magyarul)
- Edwige Fenech az Internet Movie Database-ben (angolul)
- Edwige Fenech az AlloCiné weboldalán (franciául)
- Edwige Fenech Profile. famousfix.com. (Hozzáférés: 2023. január 18.)